# RDS-2
RDS-2 (en russe: РДС-2) est le nom de code donné à une arme nucléaire créée par l'Union soviétique. C’était la deuxième bombe nucléaire construite par les Soviétiques.

## Conception
Le dispositif RDS-2 était à l'origine le nom d'une bombe dont la conception venait du comité d’Arzamas-16 (KB-11), c’était une copie de la bombe américaine Little Boy utilisée pour le bombardement atomique d'Hiroshima, tout comme RDS-1 était une copie de Fat Man utilisé lors du bombardement atomique de Nagasaki. On ignore si cette bombe fut construite, mais cela ne fut jamais prouvé. Plus tard, fut nommée RDS-2, une bombe à implosion améliorée au plutonium . La puissance de la RDS-2 fut renforcée avec une charge de plutonium 239, qui incluait des améliorations comme la réduction de la couche explosive (composée de RDX et de TNT dans le rapport de un pour un), l'amélioration de l'approche de la compression du noyau, l'ajout de la conception de lévitation et l'ajout de tritium. Sa puissance était initialement estimée de 10 à 15 kilotonnes. Les améliorations ordonnés par Lavrenti Beria ne furent pas appliquées sur la RDS-1. La bombe était largable par les bombardiers Tu-4 et Tu-16. L’arme fut testée avec succès le 24 septembre 1951, au centre d'essais de Semipalatinsk, et développa une puissance de 38,3 kilotonnes.

## Histoire
Au moment où les Soviétiques menèrent leur première explosion nucléaire en 1949, ils pouvaient voir les défauts des premiers modèles d'armes atomiques. La première bombe, qui fut appelé RDS-1, était une copie de la bombe américaine Fat Man, utilisant une simple implosion de plutonium. La RDS-1 fut construite après un ultimatum de Joseph Staline après le bombardement atomique américain du Japon en 1945, qui ordonna la construction d'une bombe atomique dans les cinq ans, sous la direction de Lavrenti Beria. Par conséquent, aucun programme nucléaire supplémentaire n’était prévu, même s’ils avaient pensé, théoriquement, à diverses conceptions (RDS-2, RDS-3, RDS-4 et RDS-5).
En 1948, les États-Unis menèrent une série d'essais nucléaires dans le cadre de l’opération Sandstone, au cours de laquelle fut principalement étudié : la conception nucléaire de « charge en lévitation » afin d'augmenter le rendement ; la composition de la charge nucléaire (implosion d’une charge composée d’uranium/plutonium et d'uranium 235) ; l'implosion avec le moins d’explosifs possibles. Avec l'expérience acquise par les Américains, en 1951 à Arzamas-16, qui à l'époque était le seul comité pour la construction de ces armes, un programme d'études et de construction de nouvelles conceptions pour les armes nucléaires fut lancé, empruntant le même chemin que les Américains. Les objectifs de ce programme étaient similaires à celles de l'opération « Sandstone », sauf pour l'implosion de l'uranium-235 qui sera étudiée plus tard. À la mi-1951, les Soviétiques réussirent à construire les deux premières armes du programme : les bombes RDS-2 et RDS-3. Les essais de ses armes étaient prévus pour la fin de l’année.
Au cours de la réunion du conseil de la Science et de la Technologie, au cours de laquelle fut discuté de l'explosion des nouveaux engins, et des essais. L'équipe de physiciens qui développait, concevait et construisait les deux engins, dirigée par Iouli Khariton proposa que les bombes soient testées au sommet de tours, comme pour la bombe RDS-1, afin d’obtenir des données plus précises sur les performances et le développement de la réaction en chaîne. Au lieu de cela, les dirigeants du programme d'armes nucléaires, avec à leur tête Igor Kourtchatov demandèrent que la bombe soit larguée à partir d’un avion, pour obtenir des données sur la possibilité de larguer des bombes d'un bombardier Tu-4. Finalement, un consensus fut atteint avec la décision d’utiliser une tour de détonation pour RDS-2 et de parachuter RDS-3. Les deux bombes devaient exploser sur le site d'essai de Semipalatinsk.

## Vtoraya Molniya: l’essai
L’essai de la bombe RDS-2 était prévue pour le 24 septembre 1951, sur le site P-1 du polygone de Semipalatinsk. Le test fut nommé Vtoraya Molniya (Вторая Молния, Deuxième foudre) par les Soviétiques, et est devenu connu sous le nom de Joe-2 (pour « Joseph Staline ») en Occident. L'instrumentation fut placée dans un rayon de 10 kilomètres dans 24 bâtiments, et totalisait 232 dispositifs de différents types, 1 250 indicateurs de rayonnement gamma et 2 050 indicateurs de neutrons. La charge nucléaire de la bombe fut assemblée sur le site de l'explosion peu avant l’explosion, pour des raisons de sécurité, et installée au sommet d’une tour de 30 mètres de haut, autour de laquelle trois bâtiments avaient été construits et plusieurs véhicules militaires (avions, chars et camions) placés, pour étudier les effets de l’explosion. La bombe explosa à 6 h 19 (GMT) et développa une puissance de 38,3 kilotonnes. L'explosion fut visible et fut entendue à 170 kilomètres de distance. Immédiatement après la détonation, l'étude de la zone et la mesure des rayonnements sur terre et dans les airs commença. Dans un rayon de 600 m autour du point zéro, le rayonnement était tel qu'un homme ne pouvait rester au maximum que 30 minutes. Compte tenu de la réussite de l'essai, la conception de la bombe fut validée pour la production en série.
Quelques jours plus tard, l’essai de larme nucléaire RDS-3 eut lieu le 18 octobre. La bombe fut larguée depuis un avion Tu-4 à 10 km d'altitude, au-dessus du site d'essai de Semipalatinsk, explosant à une hauteur de 380 mètres avec une puissance de 42 kilotonnes. C’était le premier essai nucléaire soviétique d’une bombe aéroportée. Comme pour l’arme RDS-2, sa conception fut validée pour la production de masse, et pour entrer en service dans l'arsenal militaire.

## Pour approfondir
- (ru) « Creación de los primeros tipos de armas nucleares (soviéticas) 2.1. Las bombas atómicas RDS-2 y RDS-3 »(Archive.org • Wikiwix • Archive.is • Google • Que faire ?) (consulté le 4 août 2010)
- (en) « Atomicforum:Soviet/Russian Nuclear Arsenal (recopilado en web.archive.org) »